# Patrick Joseph Kennedy
Patrick Joseph Kennedy (Boston, 14 gennaio 1858 – Boston, 18 maggio 1929) è stato un imprenditore e politico statunitense.

## Biografia
Nacque a Boston il 14 gennaio 1858, figlio di Patrick Kennedy (1823-1858) e Bridget Murphy (1824-1888), due emigrati irlandesi di religione cattolica. Era il padre di Joseph Patrick Kennedy e nonno del presidente John Fitzgerald Kennedy. Patrick Joseph era l'ultimo di cinque tra figli e figlie. Il fratello maggiore John era deceduto di colera due anni prima della sua nascita. Anche il padre morì a causa della stessa malattia, solo dieci mesi dopo la nascita di Patrick Joseph (in quel periodo un'epidemia di colera aveva afflitto tutta la zona dell'East Boston e dintorni). Unico maschio sopravvissuto della famiglia, Patrick Joseph fu il primo della famiglia Kennedy a ricevere una formazione normale. La madre Bridget aveva acquistato un negozio di cancelleria, poi l'attività si ampliò trasformandosi in drogheria e vendita di liquori.
All'età di quattordici anni Patrick Joseph lasciò la scuola per lavorare con la madre e le sorelle, Maria, Giovanna e Margherita, come stivatore presso i magazzini del porto di Boston. Negli anni ottanta, con il denaro risparmiato sui suoi modesti guadagni, comprò un saloon in Haymarket Square, nel centro della città. Presto ne acquistò un altro presso i magazzini della East Boston. Poi, per venire a contatto con l'alta classe di Boston, acquistò un terzo bar in un fabbricato prestigioso della East Boston, il Maverick House. Prima dei trent'anni di età era già riuscito a raggiungere una prosperità sufficiente a consentirgli di entrare nel business dell'importazione di whisky.

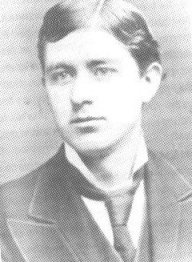
Il giovane Patrick J. Kennedy metà-fine anni 1870

Nel 1884 fu eletto per la prima volta deputato dello Stato del Massachusetts, carica annuale che gli fu rinnovata per cinque volte. Seguirono poi due anni come senatore, sempre nello Stato del Massachusetts. Egli militava nel Partito Democratico. Sostenne la candidatura di Grover Cleveland alla Presidenza. Prima di morire, nel 1929, aveva ampliato i suoi interessi nelle miniere di carbone e acquisito una quota importante di azioni della Columbia Trust Company. Il benessere raggiunto permise alla famiglia, costituita da un figlio maschio e due femmine, di acquistare una prestigiosa abitazione sul "Jeffries Point" nell'East Boston.

## Matrimonio e figli
Il 23 novembre 1887, Patrick Joseph Kennedy sposò Mary Augusta Hickey (1857-1923), dal cui matrimonio nacquero quattro figli:
- Joseph Patrick Kennedy (6 settembre 1888 - 18 novembre 1969), che si sposò il 7 ottobre 1914 con Rose Fitzgerald (22 luglio 1890 - 22 gennaio 1995).
- Francis Benedict Kennedy (11 marzo 1891 - 14 gennaio 1892).
- Mary Loretta Kennedy (6 agosto 1892 - 18 novembre 1971), che si sposò il 12 ottobre 1927 con George William Connelly (10 giugno 1898 - 29 agosto 1971).
- Margaret Louise Kennedy (22 ottobre 1898 - 14 novembre 1974), che si sposò il 14 giugno 1924 con Charles Joseph Burke (23 agosto 1899 - 5 aprile 1967).